# 3-三甲基硅基丙酸
3-三甲基硅基丙酸是一种有机化合物，化学式为C6H14O2Si，它可用作水性溶液（如D2O）NMR谱的内标。它可由三甲基硅基乙烯和甲酸在乙酸钯-1,4-二苯基膦基丁烷的催化下反应得到。它和其它羧酸一样，可以和氯化亚砜反应，得到3-三甲基硅基丙酰氯。